# Bibel 2000
Bibel 2000, eller Carl XVI Gustaf:s bibel, är en svensk översättning av Bibeln gjord av den statliga utredningen Bibelkommissionen på uppdrag av Sveriges regering.

## Bakgrund och organisering av arbetet
Startskottet för arbetet med det som skulle komma att bli Bibel 2000 var en motion i riksdagens andra kammare av den folkpartistiske riksdagsledamoten Manne Ståhl 1961, som menade att regeringen borde avsätta medel för en nyöversättning av Nya testamentet. Av olika anledningar upplevdes den då gällande kyrkobibeln, 1917 års kyrkobibel, av många vara behäftad med olika fel och brister vilket påkallade en nyöversättning. Detta hade framhållits av namnkunniga kritiker som H S Nyberg och Frans G. Bengtsson. Manne Ståhls motion röstades igenom i riksdagen och därefter tillsattes en utredning för att utreda om ett behov av en nyöversättning verkligen förelåg. Denna utredning, 1963 års bibelkommitté, presenterade 1968 sitt betänkande Nyöversättning av Nya testamentet (SOU 1968:65). I betänkandet menade man att ett behov av en nyöversättning av Nya testamentet verkligen förelåg. För att förbereda tillsättandet av en bibelkommission med uppdraget att översätta Nya testamentet tillsattes ytterligare en grupp sakkunniga. I betänkandet Nyöversättning av Nya testamentet (SOU 1968:65) hade de sakkunniga menat att en nyöversättning även av Gamla testamentet borde utredas, och för detta ändamål tillsattes 1971 års bibelkommitté som 1974 presenterade sitt betänkande Att översätta Gamla testamentet (SOU 1974:33). Som en följd av denna utredning utökades Bibelkommissionens uppdrag till att även omfatta översättningen av Gamla testamentet 1975.
1972 ansåg kyrkoministern Alva Myrdal att underlaget var tillräckligt gott för att tillsätta en utredning med uppdraget att översätta Nya testamentet. Utredningen tillsattes den 1 december 1972 med giltighet 1 januari 1973. Vid sitt första sammanträde i februari 1973 tog utredningen namnet Bibelkommissionen. Regeringens direktiv till Bibelkommissionen stadgade att den kommande översättningen skulle ha en huvudsakligen idiomatisk karaktär. Språkdräkten borde utformas så att en normalskolad, vuxen person skulle kunna förstå texten. (I SOU 1974:33 preciserades detta som att översättningen skulle avfattas på "idiomatisk, begriplig, naturlig nutida svenska.") Vidare skulle inte någon hänsyn tas till den tidigare bibelöversättningstraditionen. Den nya översättningen borde enligt direktiven kunna användas av en rad olika avnämargruppar, inte enbart kyrkliga, och skulle därför kunna få ställning av huvudtext inom det svenska språkområdet. 
Översättningsarbetet skedde i flera olika faser i flera olika arbetsgrupper, kallade översättningsenheter. Översättningsenheten för Nya testamentet arbetade 1973–1981, översättningsenheten för Gamla testamentets apokryfa eller deuterokanoniska böcker 1981–1986, och översättningsenheten för Gamla testamentet 1975–2001. Översättningen av Nya testamentet presenterades 1981 som Bibeln. Nya testamentet (SOU 1981:56), översättningen av de apokryfa eller deuterokanoniska böckerna 1986 som Tillägg till Gamla testamentet (SOU 1986:45) och översättningen av Gamla testamentet inom ramen för den samlade översättningen av hela Bibeln som förelåg i slutet av år 1999: Bibeln. Texterna (SOU 1999:100). Denna utgåva, som presenterades för de folkvalda ombuden i riksdagen den 17 november 1999, var dock enbart en textutgåva utan noter, appendix och annat paratextuellt material. En sådan fullständig utgåva presenterades ett drygt år senare, i februari 2001, som Bibeln (SOU 2000:100).

## Medverkande och arbetsmetod
Bibelkommissionens övergripande arbetsmetod bestod i att kombinera expertkunskaper i grundspråken (bibelhebreiska, arameiska och koinégrekiska) med expertkunskaper i målspråket (svenska). För varje bibelbok som skulle översättas parades därför en grundspråksexpert (även kallad hebraist respektive grecist) ihop med en målspråksexpert (stilist), i regel en välkänd författare med egen erfarenhet av litterärt översättningsarbete till och ibland även från svenska. Grundspråksexperten och målspråksexperten bildade ett så kallat översättarpar. Bland stilisterna (ofta poeter) kan nämnas Karl Vennberg, Gun-Britt Sundström, Tomas Tranströmer (stilist för Psaltaren), Staffan Björck, Gunnar Harding och Agneta Pleijel. Bland grecisterna kan nämnas Harald Riesenfeld och Jonas Palm, bland hebraisterna Bertil Albrektson, Krister Brandt, Sten Hidal och Tryggve Kronholm. Hebraisten/grecisten arbetade fram en råöversättning från grundspråket, medan stilisten arbetade fram en version med hjälp av andra översättningar samt ibland hebraisten/grecistens råöversättning. De två översättningarna jämkades sedan samman av översättarparet till en gemensam text. Denna text lades sedan fram inom respektive översättningsenhet (se ovan) och diskuterades och reviderades där, samtidigt som två särskilda filologiska experter granskade texten. (Inom NT-enheten skedde arbetet med att jämka samman stilist- och grecist-text inom en något större grupp, kallad Arbetsutskottet.) Efter att en text hade reviderats och granskats inom översättningsenheten fick Bibelkommissionen styrelse ta ställning till den, samtidigt som texten gick ut till ett antal externa referenter som representerade den kommande översättningens olika avnämargrupper. Därefter behandlades texten igen av översättningsenheten. Varje enskild text kom därigenom att revideras åtminstone sex gånger innan en färdig text förelåg.
Avsikten med arbetssättet var, som Tranströmer påpekade i en intervju, inte att texterna skulle te sig överdrivet färgade av moderna stilmedel eller av stilistens eget sätt att skriva i sitt författarskap, utan att de skulle bilda ett naturligt språkligt sammanhang för nutida människor, men samtidigt ge en trogen bild av skillnaderna i stilnivå och form hos grundtexterna. Den nya översättningen skulle syfta till att det intryck texterna kunde göra på människor idag så långt möjligt borde motsvara det intryck de ursprungliga texterna gett sin publik vid den tid de avfattades. Även om denna beskrivning av metoden lämnar frågan om de bibliska texternas yttersta avsändare öppen så förutsätter den att Bibeln ses som ett bibliotek av skilda texter med skilda förutsättningar snarare än en bok skapad för sig och skild från alla andra böcker; i den meningen är metoden sekulär. Detta kom också att sätta avtryck i det mottagande och de invändningar som den nya bibeln mötte på sina håll, till exempel anklagelser för liberalteologi och överdrivet inflytande från sekulär bibelkritik.

## Skillnader mot tidigare översättningar
Andra skillnader mot 1917 års bibel är att den äldre översättningen dels undviker konjekturer i fall där alla textvarianter förefaller obegripliga och det finns skäl att anta att grundtextens tradering skadats oåterkalleligt, dels vid översättningen av många centrala uttryck, ord och begrepp alltid väljer samma ord på svenska för ett visst ord i grundspråket, eftersom grundtexten sågs som Guds uppenbarade ord och detta skulle speglas på svenska utan förvanskning. Det grekiska sarx översätts till exempel alltid med ”kött” oavsett att det ofta används bildligt och då syftar på olika saker. Det gammaltestamentliga ”känna någon”/”han kände sin hustru” etcetera för könsumgänge är på samma sätt en ordagrann översättning av ett hebreiskt uttryck, trots att känna i dessa fall inte motsvarar vad ordet kan stå för i nyare svenska. NT-81 och Bibel 2000 väljer i sådana sammanhang att översätta idiomatiskt. NT-81 var också den första svenska kyrkobibelutgåva som öppet (i kommentarerna) redovisade förekomsten av olika läsarter, och därmed betonade att det som står skrivet inte är omedelbart givet bortom diskussion i sin ordalydelse.
I de statliga direktiven stod det att översättningen skulle utformas på en idiomatisk, begriplig och naturlig nutida svenska. Det innebar att översättarna undvek en särskild och högtidlig bibelstil, till exempel genom att behålla uttryck från tidigare översättningar enbart för traditionens skull. I stället analyserade man noggrant (den hebreiska och grekiska) grundtexten, med hjälp av modern språkhistorisk forskning, och försökte klargöra vad där egentligen stod. Det ledde till moderna, mer källtexttrogna varianter av flera klassiska uttryck, men också till en del jämförelsevis okonventionella val. I Bibel 2000 står det till exempel inte att man ”ej [...] tänder [...] ett ljus och sätter det under skäppan, utan [...] på ljusstaken, så att det lyser för alla dem som äro i huset”, utan det är ”lampan” man inte ska sätta ”under sädesmåttet utan på hållaren, så att den lyser för alla i huset” (Matt. 5:15). ”Mullbärsfikonträdet” kallas nu ”sykomor” (Luk. 19:4). Den barmhärtige ”samariten” har blivit en ”samarier” (Luk. 10:33). Bönen Fader vår börjar numera ”Vår fader”; den är tydligare och lättbegripligare, men låter mindre högtidlig och mer vardaglig.
I omsorg om begripligheten gick översättningskommissionen så långt att den beslöt att räkna om alla längd- och viktmått till nutida enheter, varför till exempel Noas ark (1 Mos. 6:15) sägs vara 150 meter lång, där äldre översättningar behöll originalets sifferuppgift och översatte med ”tre hundra alnar”. Så gör fortfarande de flesta andra bibelöversättare – moderna norska, danska, tyska och engelska biblar skriver 300 alen, Ellen respektive cubits. Emellertid valde man att behålla de äldre genitivformerna Jesu och Kristi.

## Kritik
Översättningen togs i huvudsak emot positivt. Detta gäller framför allt översättningen av Nya testamentet från 1981 (vanligen kallad NT81) som blev en försäljningssuccé och framstod som en stor kulturhändelse. Negativ kritik förekom dock, i viss mån på grund av det idiomatiska språket men kanske framför allt utifrån teologiska bevekelsegrunder. Idén om att översättningen skulle vara huvudtext inom svenskt språkområde hade inneburit att ingen hänsyn skulle tas till någon viss teologisk tolkningstradition. Med andra ord skulle översättningen vara så "neutral" som möjligt, för att så många av Sveriges medborgare som möjligt skulle kunna använda texten. Detta kritiserades och kritiseras alltjämt av vissa grupperingar. Några enskilda bibelställen har väckt reaktioner[källa behövs], till exempel det teologiskt centrala begreppet Den helige Ande, som formulerats ibland som ”den heliga anden”, ibland som ”Anden”, i Nya testamentet, medan det på vissa ställen i Gamla testamentet, som i kristen tradition anses föregripa Jesu lära, nu står något annat, till exempel ”en gudsvind” (1 Mos. 1:2). I synnerhet noternas kommentarer har ansetts ibland bortförklarande och präglade av textkritisk bibelforskning och liberal teologi. Bibelkommissionen anser sig ha följt sina direktiv och översatt källtexttroget, men många troendes respektive de textkritiska språkhistorikernas intresse för bibeltolkning kan alltså leda åt olika håll. Den alternativa översättningen i Svenska Folkbibeln har som ambition att företräda bibeltrogna grupperingar som inte kan acceptera den historisk-kritiska bibelsyn som kommer till uttryck genom Bibel 2000. Författaren och akademiledamoten Gunnel Vallquist, praktiserande romersk katolik, var under en period ledamot av Bibelkommissionens styrelse men valde att avgå eftersom hon menade att en översättning enligt Bibel 2000 aldrig skulle kunna fungera som kyrkobibel. Den romersk-katolska kyrkan i Sverige har dock antagit Bibel 2000 som huvudöversättning i både mässa och tidegärd (lektionarium och Timmarnas liturgi), även om man har utarbetat en egen revision av 1917 års psaltare och använder den i både mässa och tideböner.